# 北海道松前高等学校
北海道松前高等学校（ほっかいどうまつまえこうとうがっこう、Hokkaido Matsumae High School）は、北海道松前郡松前町にある公立（道立）高等学校。

## 概要
- 設置学科 全日制普通科

2年次よりI類、II類による類型別コース制授業を取り入れている。
- I類 英数系を中心に学習できる。
- II類 商業科目などを学習できる。
- 前期、後期の2学期制。

## 特徴
- 北海道の高等学校の中では最南端に位置し、本州最北にある青森県立大間高等学校よりも南に位置する。

## 校訓
誠励創
誠実、励行、創造から、それぞれ1文字ずつ取ったものである。

## 沿革
- 昭和23.11.23　　道立森高等学校松前分校として松城小学校に設立認可　兼務校長　佐藤徳山
- 昭和24. 4. 1　　昼間課程1学級併置 道立函館中部高等学校松前分校となり昼間課程は松前中学校で、夜間課程は松城小学校で授業
- 昭和25. 4. 1　　兼務校長　大根田資雄
- 昭和25. 7.31　　父母と先生の会設立　初代会長　佐々木新助
- 昭和26. 4. 1　　北海道松前高等学校（松前町立定時制普通科）として独立
- 昭和27. 4. 1　　全日制課程普通科2学級設置
- 昭和27. 5.29　　新校舎着工
- 昭和27. 7.20　　校歌完成　作詞柴田義人氏、作曲加藤愃三氏
- 昭和27. 8.18　　町立より松前町外４ヶ村組合立に変更
- 昭和28. 1.29　　独立校舎竣工、松前中学校より移転
- 昭和28. 3. 1　　校章制定
- 昭和28. 3. 7　　第1回卒業式挙行、卒業生15名（男12・女3）
- 昭和28. 7. 1　　組合立から道立移管
- 昭和29. 4. 1　　全日制課程6学級227名、定時制課程3学級23名
- 昭和29. 5. 9　　新校舎落成式挙行
- 昭和33.10.31　　応援歌完成　作詞北海道学芸大学函館分校教授白山友正氏、作曲北海道函館中部高等学校教諭酒井武雄氏
- 昭和38. 4. 1　　定時制課程募集停止
- 昭和39. 4. 1　　商業科1学級設置
- 昭和39.10. 1　　商業実践室・商業科教室増築
- 昭和41. 4. 1　　商業科募集停止、普通科3学級
- 昭和43. 9.14　　創立20周年記念祝典挙行
- 昭和51. 4. 1　　普通科1学級増、4学級
- 昭和53. 6.20　　新校舎第一期工事着工

- 昭和53.12.13　　新校舎第一期工事終了
- 昭和54. 6. 9　　新校舎第二期工事着工
- 昭和54.11.16　　新校舎第二期工事終了、新校舎完成
- 昭和54.11.22　　新校舎に移転
- 昭和55. 3.26　　格技場竣工
- 昭和55. 9.12　　創立30周年記念祝典挙行
- 昭和57. 8.10　　屋外運動部室完成
- 昭和60. 8.15　　校舎前庭舗装
- 昭和63.10.23　　創立40周年記念祝典挙行
- 平成 1. 3.23　　校訓（誠　勵　創）制定
- 平成 2.12.10　　水泳プール竣工
- 平成 3. 3. 2　　 平成2年度　渡島管内教育実践表彰受賞
- 平成 5.12.21　　新標準服制定(平成6年度入学生より実施)
- 平成 6. 1. 4　　パソコン実習室設置
- 平成 6. 5.26　　平成6・7年度高等学校教育課程研究指定校
- 平成 8. 4. 1　　普通科1学級減、3学級
- 平成 9. 2.25　　防災補強避難施設工事完成
- 平成10.10.25　  創立50周年記念祝典挙行
- 平成14. 4. 1　　普通科1学級減、2学級
- 平成17. 4. 1　　2学年よりコース制導入
- 平成21.12. 1　  高大連携協定書調印式挙行札幌大学との高大連携事業開始
- 平成22. 4. 1　　総合選択制導入
- 平成22 10. 2　　第1回生徒海外派遣研修（フランス）
- 平成22.11.30  　函館美術館との高館連携協定書調印式挙行
- 平成23. 2. 8    平成22年度渡島管内教育実践表彰受賞
- 平成23. 4. 1    普通科１学級減、１学級　第１・２書道室設置
- 平成２３・２４年度国立教育政策研究所教育課程研究指定校（芸術：書道Ⅰ）
- 平成23.10. 2　  第２回生徒海外派遣研修（フランス）
- 平成24．4．1　  普通科１学級増、２学級
- 平成24.12. 1　  第３回生徒海外派遣研修（フランス）
- 平成25. 3. 1 　 第61回卒業証書授与式
- 平成25.12．2　　第４回生徒海外派遣研修（フランス）
- 平成26．3．1　　第62回卒業証書授与式
- 平成26.11. 2　　第５回生徒海外派遣研修（フランス）
- 平成27. 3. 1　　第63回卒業証書授与式
- 平成27. 4. 1　　平成２７・２８年度国立教育政策研究所教育課程研究指定校（伝統文化）
- 平成27.11. 1　　第６回生徒海外派遣研修（フランス）
- 平成28. 3. 1    第64回卒業証書授与式
- 平成28. 4. 1　　普通科１学級減、１学級
- 平成28．11.7～11 第１回留学生を招いての国際教育
- 平成29． 3.  1　　第65回卒業証書授与式
- 平成29.11.6～10  第２回留学生を招いての国際教育
- 平成30.　3.　1　　　第66回卒業証書授与式
- 平成31.　3.　1　　　第67回卒業証書授与式
- 令和 2. 2.6～15　　生徒海外派遣研修（フランス）
- 令和 2.　3.　1　　　第68回卒業証書授与式
- 令和 3.　3.　1　　　第69回卒業証書授与式
- 令和 4.　3.　1　　　第70回卒業証書授与式
- 令和５.　3.　1　　　第71回卒業証書授与式

## 出身者
- さとう輝 - 漫画家